# ليست، ألمانيا

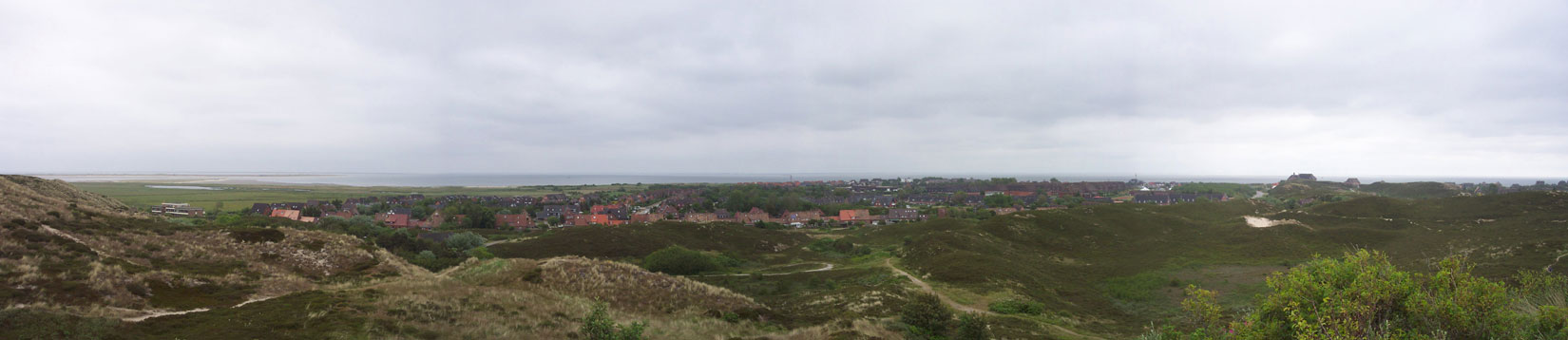

ليست بلدة تقع في شمال ألمانيا، على جزيرة سيلت في بحر الشمال بالقرب من الدنمارك، في مقاطعة فريزلاند الشمالية ضمن ولاية شليسفيش هولشتاين.

## تاريخيًا
كانت في الأصل مستعمرة دنماركية تتكوّن من مزرعتين وكانت جزءًا من المستوطنات الملكية، التي كانت مناطق صغيرة من المملكة الدنماركية في دوقية شلوزفيغ، والأخيرة محكومة بواسطة الملك الدنماركي، لكن بعد الحرب الألمانية الدنماركية في العام 1864، أصبحت ليست تابعة لبروسيا، غير أن استفتاء عام 1920 جعل الحدود شمال ليست ضمن جزيرة رومو، ما جعلها تعود مرة أخرى إلى التاج الدنماركي.

## في الحربين العالميتين وما بعدهما
بعد الحرب العالمية الأولى تحولت ليست إلى مرسى بحري هام. وأثناء الحقبة النازية تطوّرت عمرانيًا بشكل كبير، وأصبح اقتصادها منذ العام 1950 معتمدا بشكل كبير على الصناعة السياحية.

## التضاريس
ليست محاطة بالكثبان والمستنقعات، وتتميّز جزرها بالشواطئ.

## النقل
النقل في ليست يتكون من طريق واحد يتجه إلى المدينة الرئيسية في جزيرة ويستر لاند، بالإضافة إلى عبّارة تنتقل بين ليست ورومو.

## توأمة
لليست، ألمانيا اتفاقيات توأمة مع كل من:
- غورليتس
- سيلفكانت
- أوبرستدورف